# Бомбардування Ульма
Бомбардування Ульма під час Другої світової війни здійснювалось силами британської та американської авіації. Найінтенсивніші бомбардування припали на останні місяці війни, коли було зруйновано 80% історичного центру.
Перший авіаудар по околицях міста був здійснений 4 червня 1940 року, в результаті загинуло 5 людей. Число повітряних нальотів містом зростало наступні роки (з 11 1941 року до 19 1942 року) і продовжено 1943 року. З кінця лютого 1944 року кількість повітряних нальотів місто значно збільшилася. У нападі 9 серпня 1944 року було 57 жертв, 10 і 13 вересня — 49 і 32 відповідно.
Найважчий для німців рейд проходив 17 грудня 1944 року, залишивши вбитими 707 осіб, 613 пораненими, а 25 000 бездомними. Основними мішенями для бомбардувань були автомобільні заводи Магірус-Дойц та Kässbohrer. У місті знаходилися й інші важливі промислові підприємства, казарми Вермахту та склади.
У ході 25-хвилинного нальоту 317 бомбардувальників «Авро Ланкастер» та 13 легких бомбардувальників «Де Гевілленд Москіто» на місто було скинуто загалом 1472 тонни бомб, починаючи з центру міста (площі Мюнстерплац) і далі на захід у його промислові райони.
Було зруйновано казарми, кілька військових шпиталів, 14 установ. Історичний Ульмський собор зазнав лише незначних ушкоджень. Від вибухів бомб із будинків у місті було зірвано дахи. Тисячі запальних бомб викликали велику пожежу, для розростання якої сприяли погода.
У ході нальоту було збито два «Ланкастери».
У наступні нальоти 1 березня і 19 квітня 1945 року силами Британської та американської авіації було вбито 632 особи, зруйновано 81% будівель. Тільки 1763 з 12756 будівель міста залишилися цілими.